# Джоан Плоурайт

## Биография
Джоан Плаурайт е родена на 28 октомври 1929 година в Бриг, Линкълншир, Англия. Тя е дъщеря на Дейзи Маргарет (родена Бъртън) и Уилям Ърнест Плаурайт, който е журналист и редактор на вестник.  Тя посещава гимназия Скънторп  и се обучава в театралното училище „Бристъл олд Вик“. 

### Кариера
Джоан Плаурайт прави дебюта си на сцената в Кройдън през 1948 г.  и дебюта си в Лондон през 1954 г. През 1956 г. тя се присъединява към Английската сценична компания в Кралския дворцов театър.
[[Снимка:Laurence Olivier and Joan Plowright 1960.jpg|мини|ляво|170п|С Лорънс Оливие.]]
През 1957 г. Плаурайт си партнира със сър Лорънс Оливие в оригиналната лондонска продукция на „The Entertainer“ на Джон Озбърн, поемайки ролята на Джийн Райс от Дороти Тутин, когато пиесата се прехвърля от Кралския дворцов театър в Палас театър. През 1961 г. получава награда „Тони“ за ролята си в „Вкус на мед“ на Бродуей.
Чрез брака си с Лорънс Оливие тя става тясно свързана с работата му в Националния театър от 1963 г. нататък. През 1990-те години тя започва да се появява по-редовно във филми, включително „Омагьосан април“ (1992), за който печели награда „Златен глобус“ и номинация за „Оскар“.
С телевизионните си роли тя спечели още една награда „Златен глобус“ и спечели номинация за награда „Еми“ за филма на HBO „Сталин“ през 1992 г. където играе тъща на съветския диктатор.
През 2003 г. Плаурайт участва в сценичната постановка „Absolutely! (Perhaps)“ в Лондон. Тя е назначена за почетен президент на „Инглиш стейдж къмпани“ през март 2009 г., наследявайки Джон Мортимър, който почива през януари 2009 г. Преди това тя е вицепрезидент на компанията. 
Зрението на Плаурайт намалява сериозно в края на 2000-те и началото на 2010-те поради дегенерация на макулата. През 2014 г. тя официално обявява, че се оттегля от актьорството, защото е ослепяла напълно. 

### Личен живот
Джоан Плаурайт се омъжва за първи път през септември 1953 г за актьора Роджър Гейдж. Тя се развежда с него и през 1961 г. се жени за Лорънс Оливие след края на двадесетгодишния му брак с актрисата Вивиан Лий. Те имат три деца, син Ричард (р.1961), дъщеря Тамсин Агнес Маргарет (р.1963) и дъщеря Джули-Кейт (р.1966).  И двете дъщери стават актриси.  Двойката остава женена до смъртта на Оливие през 1989 г.
Брат й Дейвид Плаурайт (1930–2006) е изпълнителен директор в „Гранада телевижън“.
„Дъ Плаурайт тиътър“ е Скънторп е кръстен в нейна чест.
Плаурайт е удостоена за командир на Ордена на Британската империя (CBE) в Новогодишните отличия през 1970 г.  и е повишена в Дама-командир (DBE) в Новогодишните отличия през 2004 г. 

## Избрана филмография
[[Снимка:Angela Lansbury Joan Plowright A Taste of Honey Broadway.jpg|мини|дясно|260п|Анджела Лансбъри и Джоан Плаурайт във „Вкус на мед“ на Бродуей]]
| година | филм                    | оригинално заглавие       | роля               | режисьор        |
| ------ | ----------------------- | ------------------------- | ------------------ | --------------- |
| 1993   | Денис Белята            | Dennis the Menace         | Марта Уилсън       | Ник Касъл       |
| 1993   | Последният екшън герой  | Last Action Hero          | учителката на Дани | Джон Мактиърнън |
| 1993   | 101 далматинци          | 101 Dalmatians            | Нани               | Стивън Херек    |
| 1996   | Да устоиш на Пикасо     | Surviving Picasso         | Нани               | Джеймс Ейвъри   |
| 2000   | Динозавър               | Dinosaur                  | Бейлийн            | Ралф Зондаг     |
| 2006   | Любопитния Джордж       | Curious George            | Г-жа Плъшботъм     | Матю О'Калахан  |
| 2008   | Хрониките на Спайдъруик | The Spiderwick Chronicles | Лусинда Спайдъруик | Марк Уотърс     |